# 佩德拉萨德亚尔瓦
佩德拉萨德亚尔瓦，是西班牙卡斯蒂利亚-莱昂萨拉曼卡省的一个市镇。 总面积23平方公里，总人口296人（2001年），人口密度13人/平方公里。